# Ozyptila secreta
Ozyptila secreta är en spindelart som beskrevs av Thaler 1987. Ozyptila secreta ingår i släktet Ozyptila och familjen krabbspindlar.
Artens utbredningsområde är Italien. Inga underarter finns listade i Catalogue of Life.